# A.J. Epenesa
Andrew Jared Epenesa (Lenexa, 15 settembre 1998) è un giocatore di football americano statunitense che milita nel ruolo di defensive end per i Buffalo Bills della National Football League (NFL).

## Carriera universitaria
Epenesa giocò a football con gli Iowa Hawkeyes dal 2017 al 2019. Dopo la sua prima stagione fu inserito nella formazione ideale dei debuttanti della Big Ten Conference.
Epenesa non partì come titolare in nessuna partita nella sua seconda stagione ma andò comunque in doppia cifra con i sack e ritornò un fumble in touchdown. I suoi 11 sack guidarono la Big Ten Conference come alla pari fecero i suoi 4 fumble recuperati. Fu premiato come miglior difensore della conference della settimana per le sue prestazioni contro Iowa State e Illinois. Fu anche inserito nella formazione ideale della Big Ten dai media e nella seconda formazione ideale dagli allenatori.
Nella sua terza stagione, Epenesa mise a segno 11,5 sack, 4 fumble forzati e 49 tackle. A fine anno annunciò la sua intenzione di passare tra i professionisti. Chiuse così al quarto posto di tutti i tempi nella storia dell'istituto per sack messi a segno.

## Carriera professionistica
Epenesa fu scelto dai Buffalo Bills nel corso del secondo giro (54º assoluto) del Draft NFL 2020. Debuttò come professionista nella gara della settimana 2 contro i Miami Dolphins e nel turno seguente mise a segno il suo primo sack contro i Los Angeles Rams. La sua stagione si chiuse con 14 tackle e un sack in 14 presenze.
Nel 2022 Epenesa disputó 15 partite, di cui 2 come titolare, con 16 placcaggi e un nuovo primato personale di 6,5 sack.
Nel terzo turno della stagione 2023, Epenesa mise a segno un intercetto su Sam Howell dei Washington Commanders ritornandolo per 32 yard in touchdown. Due settimane dopo fece registrare 2 sack e 3 passaggi deviati in 55 snap difensivi giocati, tutti nuovi primati personali. La sua stagione si chiuse pareggiando il suo record di 6,5 sack, oltre a due intercetti.
Nel penultimo turno della stagione 2024, Epenesa mise a segno un sack su Aaron Rodgers che diede luogo a una safety nella vittoria sui New York Jets.

## Famiglia
Epenesa è il cugino del difensore degli Atlanta Falcons Jacob Tuioti-Mariner.